# Каувенар, Геррит
Геррит Каувенар (нидерл. Gerrit Kouwenaar; 9 августа 1923, Амстердам — 4 сентября 2014, там же) — нидерландский поэт-экспериментатор, прозаик, журналист, переводчик.

## Биография и творчество
Дебютировал в подпольной прессе оккупированной Голландии. После войны много переводил (Сартр, Брехт, Дюрренматт, Петер Вайс, Осборн, Теннесси Уильямс, Пинтер, Стоппард и др.), занимался журналистикой. Был близок к группе КОБРА. Наряду с Хюго Клаусом и Люсебертом, виднейший представитель поколения поэтов-пятидесятников.

## Книги

### Стихи
- 1949 — Goede morgen haan
- 1953 — Achter een woord
- 1956 — Hand o.a.
- 1960 — De stem op de 3e etage
- 1960 — Gedichten 1960
- 1961 — Weg verdwenen
- 1962 — Zonder kleuren
- 1962 — Zonder namen
- 1964 — Sinaia
- 1965 — Autopsie/anoniem
- 1969 — Honderd gedichten
- 1971 — Data/decors
- 1974 — Landschappen en andere gebeurtenissen
- 1978 — Volledig volmaakte oneetbare perzik
- 1982 — Gedichten 1948—1978
- 1982 — Het blindst van de vlek
- 1987 — Het ogenblik: terwijl
- 1991 — Een geur van verbrande veren
- 1996 — De tijd staat open
- 1998 — Helder maar grijzer: gedichten 1978—1996
- 1998 — Een glas om te breken
- 2002 — Totaal witte kamer'
- 2005 — Het bezit van een ruïne

### Проза
- 1946 — Uren en sigaretten (повести)
- 1950 — Negentien-nu (роман)
- 1951 — Ik was geen soldaat (роман)
- 1956 — Val, bom
- 1957 — De ondoordringbare landkaart
- 1958 — Het gebruik van woorden
- 1964 — St. Helena komt later
- 1989 — Een eter in het najaar
- 1993 — Er is geen elders waar het anders is

## Публикации на русском языке
- Из современной нидерландской поэзии. — М.: Прогресс, 1977. — С.243-278.
- Стихотворения // Западноевропейская поэзия XX века. — М.: Художественная литература, 1977. — С. 439—440.
- Запах сожженных перьев. Стихи Архивная копия от 30 октября 2013 на Wayback Machine

## Признание
Стихотворения переведены на многие языки мира. Лауреат многочисленных премий, включая премии М.Нейхофа (1967) и П. К. Хофта (1970), Нидерландскую государственную премию по литературе (1971), Нидерландскую литературную премию (1989).